# Salonwagen des Großherzogs von Hessen
Die Salonwagen des Großherzogs von Hessen waren Eisenbahn-Salonwagen, die vom späten 19. Jahrhundert bis zum Ende der Monarchie in Deutschland im Jahr 1918 vom Herrschaftshaus des Großherzogtums Hessen und dessen Hofstaat für Bahnreisen eingesetzt wurden. Die frühesten dieser Reisezugwagen-Sonderanfertigungen für den hessischen Hof sind ab 1878 belegt. Die für die Wagen von den Herstellern und vom Hof verwendete Nummerierung lässt auf die Existenz von mindestens sieben solcher Fahrzeuge schließen.

## Geschichtlicher Rahmen
Wegen der wenig vorausschauenden Eisenbahnpolitik des Großherzogtums Hessen waren dort seit der zweiten Hälfte des 19. Jahrhunderts vier größere Bahngesellschaften tätig: Main-Neckar-Eisenbahn-Gesellschaft, Main-Weser-Bahn (nach 1866: Preußische Staatseisenbahnen), Hessische Ludwigsbahn und die Großherzoglich Hessischen Staatseisenbahnen (ab 1876). Bei welcher der Gesellschaften die Salonwagen eingestellt waren, ist unklar.
Zur Erstausstattung der Main-Neckar-Eisenbahn-Gesellschaft, an der das Großherzogtum den größten Anteil hielt, gehörten 1846 auch sechs Salonwagen. Sie gehörten zu dem Kontingent Fahrzeuge, dass das Großherzogtum beschaffte. Es ist also davon auszugehen, dass diese Fahrzeuge auch dazu gedacht waren, dass sie der Großherzog und seine Familie nutzten. 1847 baute die Waggonfabrik Gebrüder Gastell im zum Großherzogtum gehörenden Mombach bei Mainz einen Salonwagen. Für wen der gebaut wurde und wer ihn nutzte, scheint nicht bekannt zu sein.
1901 veröffentlichte die Eisenbahndirektion Mainz der Königlich Preußischen und Großherzoglich Hessischen Eisenbahn einen Hinweis auf eine Dienstvorschrift über die Unterhaltung und Behandlung der Hofwagen.

## Die Salonwagen des Großherzogs
Im Jahr 1874 verzeichnete die Hessische Ludwigsbahn drei „Galawagen“, die wahrscheinlich für den Hof vorgehalten wurden. Erst seit 1878 sind Fahrzeuge einzeln belegt. Der Großherzog, seine Familie und sein Hofstaat waren jedoch bereits Jahrzehnte zuvor mit der Eisenbahn gereist. Welche Fahrzeuge sie dabei nutzten, ist nicht belegt. Die bekannten Salonwagen, beheimatet in Darmstadt, sind nachfolgend gelistet.
- Salonwagen Nr. 7 (Baujahr 1878) war ein Dreiachser mit fünf Metern Radstand. Der Wagen war übergangsfähig auf die Gotthardbahn und wurde ebenfalls von der Firma Gastell bei Mainz gebaut.[1]
- Nr. 6 (1882) war ein dreiachsiger Abteilwagen, der bei Gastell aus einem Personenwagen der 1. Wagenklasse mit fünf Abteilen umgebaut wurde. Genutzt wurde er als Gefolgewagen für den Hofstaat.[6]
- Nr. 1 (1906) war ein persönlicher Salonwagen für den Großherzog.[1]
- Nr. 1 (neu, 1918) war ebenfalls ein Salonwagen für den Großherzog, hatte zwei Drehgestelle mit sechs Achsen, wog mehr als 55 Tonnen und wurde wieder bei Gastell gebaut. Nach Abschaffung der Monarchie Ende 1918 wurde das Fahrzeug als Dienstwagen eingesetzt und noch im Zweiten Weltkrieg genutzt. 1952 übernahm Hapag-Lloyd das Fahrzeug und stellte es auf dem Marktplatz in Lübeck auf, wo es als provisorisches Reisebüro diente, bis ein Neubau bezogen werden konnte.[4]